# Pseudopalaemon
El camarón de agua dulce o langostino de río (Pseudopalaemon) es un género de crustáceos decápodos paleomónidos. Las especies que lo integran habitan en ambientes de agua dulce y salobre en el norte y centro de América del Sur.
Su dieta es omnívora, consumiendo un amplio espectro de ítems, desde algas del plancton, bentos y pleuston, hasta larvas de insectos, si bien el detrito es también un componente importante.  
Es capturado por numerosas especies, entre las que se encuentran caimanes o yacarés (Caiman).

## Distribución y hábitat
Este género cuenta con especies distribuidas desde el norte de América del Sur hasta el sudeste del Brasil, el este del Uruguay y el nordeste de la Argentina, llegando por el sur hasta las provincias mesopotámicas de Corrientes y Entre Ríos, en las cuencas fluviales de los ríos Paraná y Uruguay.
Suelen ser frecuentes en su medio. Para la especie típica de este género (Pseudopalaemon bouvieri) los investigadores encontraron una abundancia de entre 10 y 1411 individuos por metro cuadrado.

## Taxonomía
Este género fue descrito originalmente en el año 1911 por el zoólogo francés E. Sollaud. Su especie tipo es Pseudopalaemon bouvieri.
Especies
Este género se subdivide en 7 especies:
- Pseudopalaemon  amazonensis Ramos-Porto, 1979
- Pseudopalaemon chryseus Kensley & Walker, 1982
- Pseudopalaemon bouvieri Sollaud, 1911
- Pseudopalaemon  funchiae García-Dávila & Magalhães, 2004
- Pseudopalaemon  gouldingi Kensley & Walker, 1982
- Pseudopalaemon  iquitoensis García-Dávila & Magalhães, 2004
- Pseudopalaemon  nigramnis Kensley & Walker, 1982